# XLB-4轟炸機
Martin XLB-4是格倫·L·馬丁公司在1920年代提出的轟炸機計畫。

## 發展
XLB-4是一款全金屬結構的雙翼轟炸機。美國陸軍航空兵團訂購了一架序號27-332的原型機，但該訂單隨後被取消，因為美國陸軍航空兵團領導層對全金屬飛機的測試態度冷淡。